# SIGraDi
A Sociedade Ibero-americana de Gráfica Digital (SIGraDi)  é uma sociedade, sem fins lucrativos, que pretende promover e divulgar os avanços das tecnologias digitais. Reúne pesquisadores, educadores e profissionais em arquitetura, planejamento urbano, design gráfico, design de produto e Artes desta área.
Organiza um Congresso anual no qual são apresentadas e debatidas as aplicações mais recentes e avanços das tecnologias digitais.
SIGraDi é uma das 5 associações irmãs dedicadas ao estudo do CAADno cinco continentes: ACADIA(América Norte), eCAADe(Europa), CAADRIA (Ásia e Oceânia) e ASCAAD (Arábia).

## Objetivos
Facilitar o intercâmbio de informação sobre gráfica digital.
Conectar centros de pesquisa ainda dispersos na America Latina e Ibero-America.
Promover instituições e organismos pela convergência e difusão das atividades regionais no âmbito da gráfica digital.
Manter um registo de pessoas e instituições dedicadas à produção, pesquisa e educação em nossa área de conhecimento.
Promover seminários e congressos.

## Congresso anual
Os congressos SIGraDi apresentam-se como um esforço regional pelo intercâmbio de experiências e debate sobre nossas disciplinas, e criação de referências para os grupos ibero-americanos envolvidos com midias digitais aplicados à educação, pesquisa e prática profissional.

### Temas

#### Panorama
Visões e reflexões. Teoria. Filosofia.
Arquitetura. Criatividade e espacialidade em projeto. Lógicas projetuais tradicionais e digitais. Novos paradigmas. Novos ambientes culturais. Existe repositório Cumincad para centralização da produção científica da área.

#### Projeto Assistido por Computador
Expressão gráfica computacional. Geometrias geradas. Modelagem. Visualização. Animação. Hipermídia.

#### Pedagogia
Estratégias pedagógicas. Projeto de sistemas curriculares e extra-curriculares para cursos de graduação e pós-graduação.

#### Redes de Informação
Redes de Informação para objetivos pedagógicos. Aulas Virtuais. Fóruns de discussão. Filosofia de integração em níveis nacional, ibero-americano e internacional.

#### Computação Gráfica
Planejamento Urbano. Paisagismo. Engenharia Civil e estrutural. Design gráfico, industrial e têxtil.

#### Patrimônio Digital
Levantamento e reconstrução virtual.

#### Prática profissional etecnologias digitais
Aplicações. Arte digital.

#### Design Algorítmico e generativo
Área relacionada com o avanço da computação e do design algorítmico.

### Congressos SIGraDi
O Congresso anual da SIGraDi é o principal evento promovido pela associação.
Os congressos são organizados por um membro ativo da sociedade, que se voluntaria para a organização. O organizador é apoiado pelos membros do Conselho Executivo Internacional.
Ao longo dos anos, a SIGraDi tem conseguido circular o Congresso por países variados do Norte, Centro e Sul da América Latina, e mais recentemente em Portugal
Os congressos SIGraDi são listados a seguir:
| Edição | Ano  | País      | Cidade         | Instituição                                             | Tema                                                                                        | Chair Conferência                                              |
| ------ | ---- | --------- | -------------- | ------------------------------------------------------- | ------------------------------------------------------------------------------------------- | -------------------------------------------------------------- |
| I      | 1997 | Argentina | Buenos Aires   | Universidad de Buenos Aires                             | Seminar of Digital Graphic                                                                  | Aturo Montagú                                                  |
| II     | 1998 | Argentina | Mar del Plata  | Universidad Nacional de Mar del Plata                   | -                                                                                           | Diana Rodriguez Barros                                         |
| III    | 1999 | Uruguai   | Montevideo     | Universidad de la República                             | -                                                                                           | Marcelo Payssé                                                 |
| IV     | 2000 | Brasil    | Rio de Janeiro | Universidade Federal do Rio de Janeiro                  | Construindo (n)o Espaço Digital                                                             | José Ripper Kos                                                |
| V      | 2001 | Chile     | Concepción     | Universidad del Bio Bio                                 | -                                                                                           | Guillermo Guzman Dumont                                        |
| VI     | 2002 | Venezuela | Caracas        | Universidad Central de Venezuela                        | -                                                                                           | Gonzalo Veléz Jahn                                             |
| VII    | 2003 | Argentina | Rosário        | Universidad Nacional de Rosario                         | Cultura Digital y Diferenciación                                                            | Sonia Carmena e Raúl Utges                                     |
| VIII   | 2004 | Brasil    | São Leopoldo   | Universidade do Vale do Rio dos Sinos                   | O sentido e o Universo Digital                                                              | Celso Scaletsky                                                |
| XIX    | 2005 | Peru      | Lima           | Universidad Peruana de Ciencias Aplicadas               | Visión y Visualización                                                                      | Pablo Herrera                                                  |
| X      | 2006 | Chile     | Santiago       | Universidad de Chile                                    | Post Digital                                                                                | Pedro Soza                                                     |
| XI     | 2007 | México    | Cidade México  | Universidad de La Salle                                 | La Comunicación en la Comunidad Visual                                                      | Octavio Vázquez Santander                                      |
| XII    | 2008 | Cuba      | Havana         | CUJAE                                                   | Gráfica Digital e Informática Aplicada: Cooperación, Integración y Desarrollo               | Maysel Castillo e Jacqueline Domínguez                         |
| XIII   | 2009 | Brasil    | São Paulo      | Universidade Presbiteriana Mackenzie                    | Do moderno ao digital: Desafios de uma transição                                            | Eduardo Nardelli e Charles Vicent                              |
| XIV    | 2010 | Coloômbia | Bogotá         | Universidade de Los Andes                               | Disrupción, modelación y construcción: Dialogos cambiantes                                  | Alberto Miani Uribe                                            |
| XV     | 2011 | Argentina | Santa Fé       | Universidad Nacional del Litoral                        | Cultura Aumentada                                                                           | Maria Tosello e Mauro Chiarella                                |
| XVI    | 2012 | Brasil    | Fortaleza      | Universidade Federal do Ceará                           | Forma (in) Formação                                                                         | Daniel cardoso                                                 |
| XVII   | 2013 | Chile     | Valparaízo     | Universidad Técnica Federico Santa María                | Knowledge-based Design                                                                      | Marcelo Bernal                                                 |
| XVIII  | 2014 | Uruguai   | Montevideu     | Universidad de la República                             | Design in Freedom                                                                           | Fernando García Amen                                           |
| XIX    | 2015 | Brasil    | S. Catarina    | Universidade Federal S. Catarina                        | Informação de projeto para interação                                                        | Alice Cybis Pereira e Regiane Pupo                             |
| XX     | 2016 | Argentina | Buenos Aires   | Universidad de Buenos Aires                             | Crowdthinking                                                                               | Rodrigo Martín Iglésias                                        |
| XXI    | 2017 | Chile     | Concepción     | Universidad de Concepción                               | Resilience Design                                                                           | Miguel Roco                                                    |
| XXII   | 2018 | Brasil    | São Carlos     | Instituto de Arquitetura e Urbanismo - USP São Carlos   | Techno Politicas                                                                            | David Sperling e Simone Vizioli                                |
| XXIII  | 2019 | Portugal  | Porto          | Faculdade de Arquitectura da Universidade do Porto FAUP | Architecture in the Age of the 4th Revolution, Congresso Conjunto XXIII SIGraDi e 37 eCAADe | Gonçalo Castro Henriques, José Pedro Sousa e João Pedro Xavier |
| XXIV   | 2020 | Colombia  | Medellin       | Universidad Pontificia Bolivariana                      | Design Transformador - Congresso Remoto                                                     | Juliana Restrepo e David Torreblanca                           |

### Prémio Arturo Montagú,[5]contributo relevante para comunidade
| Ano  | Local          | Premiado                            |
| 2005 | Lima           | Julio Bermúdez (Argentina)          |
| 2006 | Santiago       | Diana Rodríguez Barros (Argentina)  |
| 2007 | México, D. F.  | Leonardo Combes (Argentina)         |
| 2008 | La Habana      | Não foi atribuído                   |
| 2009 | São Paulo      | Gonzalo Vélez Jahn (Venezuela)      |
| 2010 | Bogotá         | Bob Martens (Netherlands)           |
| 2011 | Santa Fe       | Alfredo Stipech (Argentina)         |
| 2012 | Fortaleza      | Eduardo Nardelli (Brasil)           |
| 2013 | Valparaiso     | Pablo C. Herrera (Perú)             |
| 2014 | Montevideo     | Maria Elena Tosello (Argentina)     |
| 2015 | Santa Catarina | Rodrigo García Alvarado (Chile)     |
| 2016 | Buenos Aires   | Guillermo Vásquez de Velasco (Perú) |
| 2017 | Concepción     | Gabriela Celani (Brasil)            |
| 2018 | S.Carlos       | José Ripper Kos (Brasil)            |
| 2019 | Oporto         | Marcelo Payssé (Uruguay)            |
| 2020 | Medellín       | Pedro Soza (Chile)                  |

## Organizações irmãs
- eCAADe - Association for Education and Research in Computer Aided Architectural Design in Europe, criada em 1982.
- CAADRIA - Association for Computer Aided Architectural Design in Asia, criada em 1996.
- ACADIA - Association for Computer Aided Design In Architecture, criada em 1981.
- ASCAAD - Arab Society for Computer Aided Architectural Design, criada em 2001.

### Outras organizações e recursos
- [CAAD Futures] - Computer Aided Architectural Design Futures, criado em 1985.
- [CUMINCAD] - Cumulative Index of Computer Aided Architectural Design.[6]